# LORA
LORA 미사일은 이스라엘의 IAI가 만든 고체연료 단거리 탄도 미사일이다. 외양, 사거리, 중량이 미국의 MGM-140 ATACMS와 유사하다.
사정거리는 250 km, 탄두중량은 400에서 600 kg이며 CEP는 5 m 수준이다.
인도, 터키에 수출되었다.

## 제원
- 유형: 1단 고체연료 단거리 탄도미사일
- 무게: 1.6-1.8 t
- 길이: 약 5 m
- 직경: 610 mm
- 보관기관: 발사관에 탑재하여서 7년간 정비없이 보관가능
- dimensions: 다연장 로켓포보다 넓음
- 항법: GPS/INS. GPS는 civil C/A code를 사용함
- 플랫폼: 지상 발사, 수상함 발사 가능
- 사정거리: 250 km
- 탄두:
  - 400 kg 고폭탄 high explosive warhead
  - 600 kg 관통형 탄두 penetration warhead
- 원형 공산 오차(CEP): 5 m
- 대전자전 기능
- GPS 기만기 대응 기능
- 최대 70도까지 급경사 폭격 프로그래밍이 가능함
- 이스라엘판 MGM-140 ATACMS
- 탄두무게를 조절하여 300 km 이상의 사거리 가능
- 수출해도 MTCR에 위반되지 않음

## 발사방식
육군형은 4발들이 이동식 발사대를 이용하며, 통제소와는 암호화된 무선 교신을 사용한다. 해군형은 6발들이 발사대를 사용하며, 광케이블을 통해 교신한다. 발사에 걸리는 준비시간은 5분이다.

## 운용국가
- 이스라엘
- 인도
- 튀르키예

## 비교되는 미사일
- MGM-140 ATACMS
- MGM-52 랜스: MGM-140 ATACMS 이전에 실전배치된 미사일
- OTR-21 토치카: 러시아판 MGM-52 랜스
- 플루톤 미사일 (영문위키 Pluton (missile) 참조).
- 하데스 미사일 (영문위키 Hadès 참조).
- OTR-23 오카 (영문위키 OTR-23 Oka 참조).
- 9K720 이스칸데르 (영문위키 9K720 Iskander 참조).